# 러시아워

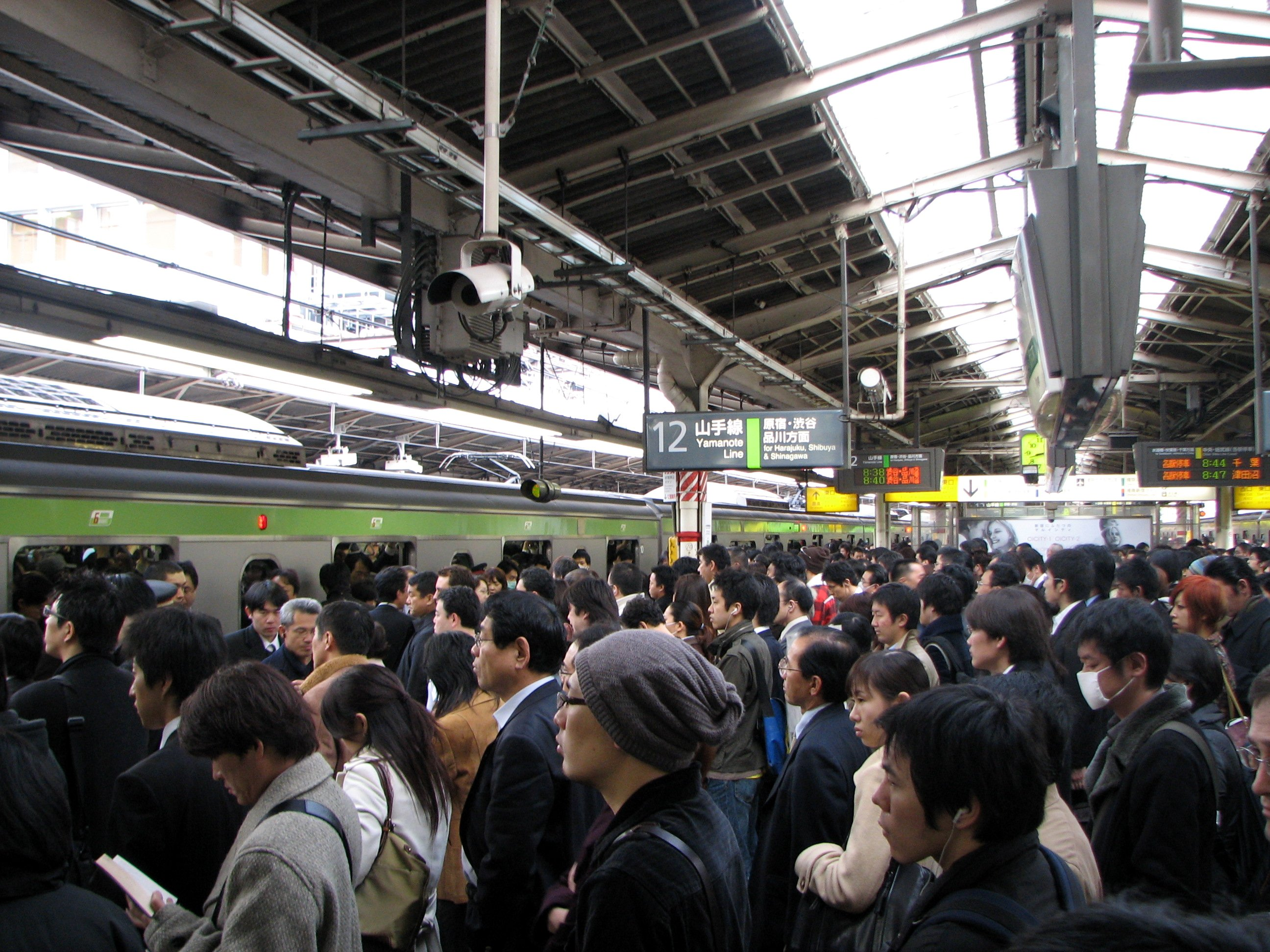
신주쿠역

러시아워(rush hour)는 통근·통학 인구의 집중으로 도로나 교통기관이 혼잡한 시간대를 뜻한다. 이 흐름은 아침 저녁의 출퇴근시간에 집중되는 것으로서 도시교통에 큰 파동을 나타낸다. 일반적으로 출근시간 이내가 도심부 수송량의 최대치에 이르는 때이다.

## 개요
많은 철도 노선이나 버스의 경우 아침에는 기업이나 학교로 향하는 방면의 열차가 통근·통학객으로 인해 혼잡하며, 저녁이나 야간에는 기업이나 학교로부터 귀가하는 방면의 버스나 철도노선이 혼잡하다. 이 혼잡한 시간대를 '러시아워'라고 부른다.
러시아워에는 이용객이 많기 때문에, 이것이 곧 사업자 측의 수입 증대로 이어지는 것으로 오해하는 경우도 있지만, 러시아워만을 위해 새로운 차량이나 설비를 준비해야 하는 등 사업자 측에도 어느 정도 손실이 있다.
미국의 경우는 도심부 수송량의 최대치가 아침보다 저녁에 나타난다. 현재 서울의 경우는 이 러시아워를 완화하기 위하여 차량 10부제 등 여러 제도를 시행하고 있다.

## 같이 보기
- 지옥철
- 다운스-톰슨의 역설
- 브라에스의 역설
- 루이스-모그리지 명제
- 유도된 수요